# Décennie 1870 aux échecs
 Chronologie des échecs - décennie 1870-1879

## Année 1870
- Adolf Anderssen remporte le tournoi de Baden-Baden devant Wilhelm Steinitz et Joseph Henry Blackburne.

## Année 1872
- décès de Pierre Saint-Amant

## Année 1873
- Wilhelm Steinitz abandonne au tournoi de Vienne le style aventureux propre à l'époque (voir école romantique d'échecs) pour édifier les règles du jeu de position caractéristique de l'École viennoise des échecs.

- Wilhelm Steinitz remporte le tournoi de Vienne.

## Année 1874
- décès de Howard Staunton

## Année 1876
- Wilhelm Steinitz inflige une sévère défaite à Joseph Henry Blackburne (+7 -0 =0).
- Premier magazine échiquéen russe, publié par Mikhaïl Tchigorine.

## Année 1877
- L'Allemagne et l'Empire Austro-Hongrois deviennent des nations dominantes des échecs (formation de l'organisme national allemand).

## Année 1878
- Johannes Zukertort remporte le tournoi de Paris.

## Année 1879
- Mikhaïl Tchigorine remporte le tournoi de Saint-Pétersbourg.

- décès de Adolf Anderssen